# Śekhupura
Śekhupura,  urdu شيخوپورہ Shekhūpura, ang. Shekhupura – miasto w północnym Pakistanie, w prowincji Pendżab, nad rzeką Dźhelam. Według danych szacunkowych na 2007 r. liczy 386 913 mieszkańców. Ośrodek przemysłowy.